# Gliese 667C c
Gliese 667 Cc (cunoscut și ca GJ 667Cc, HR 6426Cc sau HD 156384Cc) este o exoplanetă care orbitează în zona locuibilă a stelei pitică roșie Gliese 667 C, care este un membru al sistemului triplu de stele Gliese 667, la aproximativ 23,62 ani-lumină (6,8 parseci sau la aproximativ 217.000.000.000.000 km) în constelația Scorpionul. Exoplaneta a fost găsită  prin intermediul observațiilor asupra vitezei radiale, de la măsurători de viteză radială la observarea deplasărilor Doppler în spectrul stelei mamă a planetei. 

## Caracteristici

### Masa, raza și temperatura
Gliese 667 Cc este un super-Pământ, o exoplanetă cu o masă și o rază mai mare decât cea a Pământului, dar mai mici decât cele ale planetelor uriașe Uranus și Neptun. Este mai greu decât Pământul, cu o masă minimă de aproximativ 3,7 mase ale Pământului.  Temperatura de echilibru a lui Gliese 667 Cc este estimată la 277,4 K (4,3 °C; 39,6 °F).  Este de așteptat să aibă o rază de aproximativ 1,5 Raza Pământului, în funcție de compoziția sa. 

### Steaua mamă
Planeta orbitează o stea de tip pitică roșie (clasa M) numită Gliese 667 C, care este orbitată de un total de două planete. Steaua face parte dintr-un sistem tristelar, iar Gliese 667 A și B sunt mai masive decât companionul lor mai mic. Gilese 667 C are o masă de 0,31 Masa Soarelui și o rază de 0,42 Raza Soarelui. Are o temperatură de 3700 K. Vârsta stelei este de mai mult de 2 miliarde de ani. În comparație, Soarele are o vechime de 4,6 miliarde de ani  și are o temperatură a suprafeței de 5778 K. Această stea strălucește numai cu 1,4% din luminozitatea Soarelui din atmosfera sa exterioară. Este cunoscut faptul că există un sistem de două planete: au fost făcute revendicări de până la șapte, dar aceste estimări pot fi eronate. Deoarece stelele pitică roșii emit puțineultraviolete, planetele primesc probabil cantități minime de radiații ultraviolete. 
Gliese 667 Cc este cea de-a doua planetă confirmată din sistemul Gliese 667 C, orbitând de-a lungul mijlocului zonei locuibile. De la suprafața planetei, steaua ar avea un diametru unghiular de 1,24 grade și pare să fie de 2,3 ori mai mare  decât diametrul vizual al Soarelui nostru, așa cum se vede de la suprafața Pământului. Steaua Gliese 667 C ar avea o suprafață vizuală de 5,4 ori mai mare decât cea a Soarelui, dar ar ocupa doar 0,003% din sfera cerului planetei Gliese 667 Cc sau 0,006% din cerul vizibil atunci când este direct deasupra capului. 
Magnitudinea aparentă a stelei este de 10.25, ceea ce înseamnă că are o magnitudine absolută de aproximativ 11.03. Este prea slabă pentru a fi văzută de pe Pământ cu ochiul liber și chiar telescoapele mai mici nu o pot detecta prin luminilor mai luminoase ale stelelor Gliese 667 A și B. 

### Orbită
Orbita Gliese 667Cc are semiaxa mare de 0,1251 unități astronomice, ceea ce face ca anul să aibă o durată de 28,155 zile terestre. Pe baza luminozității bolometrice a stelei gazdă, GJ 667 Cc ar primi 90% din lumina pe care o are Pământul; totuși, o bună parte a acestei radiații electromagnetice ar fi în partea infraroșie invizibilă a spectrului. 

## Locuibilitatea
Pe baza calculelor de temperatură ale corpurilor negre, GJ 667 Cc ar trebui să absoarbă radiații electromagnetice similare, dar puțin mai generale decât Pământul, făcând-o puțin mai caldă (277,4 K (4,3 °C; 39,6 °F)) și, prin urmare, plasând-o ușor mai aproape de marginea interioară "fierbinte" a zonei locuite, față de zona Pământului  care are  254,3 K (−18,8 °C; −1,9 °F).  Potrivit PHL, Gliese 667 Cc este (în iulie 2018) cea de-a patra exoplanetă asemănătoare Pământului situată în zona locuibilă a stelei pe care o orbitează.
Steaua sa mamă este o pitică roșie, cu aproximativ o treime din masa Soarelui. Ca rezultat, stelele precum Gliese 667 C au capacitatea de a trăi până la 100-150 miliarde de ani, de 10-15 ori mai mult decât va trăi Soarele.
Planeta este probabil blocată cu o parte a emisferei sale îndreptată permanent către stea, în timp ce partea opusă este învăluită în întunericul veșnic. Cu toate acestea, între aceste două zone intense, ar exista o zonă locuibilă - denumită linia terminator sau zonă crepusculară, unde temperaturile pot fi potrivite (aproximativ 273 K (0 °C; 32 °F)) pentru ca apa lichidă să existe. În plus, o porțiune mult mai mare a planetei poate fi locuibilă dacă suportă o atmosferă suficient de groasă pentru a transfera căldură în emisfera care nu este îndreptată către stea. 
Cu toate acestea, într-o lucrare din 2013, s-a arătat că Gliese 667 Cc este supusă unei încălziri de maree de 300 de ori mai mare decât cea a Pământului. Acest lucru se datorează în parte orbitei sale excentrice în jurul stelei gazdă. Datorită acestui fapt, șansele de adaptare pot fi mai scăzute decât se estimase inițial.

## Descoperire
Gliese 667 Cc a fost anunțată pentru prima dată printr-o recenzie la 21 noiembrie 2011 de către spectroscopul High Accuracy Radial Velocity Planet Searcher (HARPS) al Observatorului Sud European (ESO) ca fiind descoperită prin metoda vitezei radiale (metoda Doppler).  Anunțul unui jurnal referitor la recenzie a venit la 2 februarie 2012 din partea cercetătorilor de la Universitatea din Göttingen și de la Instituția Carnegie pentru Știință, anunț care a susținut descoperirea grupului ESO-HARPS.

## În ficțiune
Gliese 667 Cc apare în povestirea "The Audience" de Sean McMullen din ediția din 2015 a revistei Analog Science Fiction and Fact. În franciza Alien vs. Predator, Gliese 667 Cc a fost prima planeta care a fost terraformată, fiind făcut acest lucru de către Weyland Corporation în 2039. Este menționată, de asemenea, în romanul din 2015 Not Alone de Craig A. Falconer. Această planetă este de asemenea prezentată în Arkwright. 